# Sonífera Ilha
"Sonífera Ilha" é o single de estreia do grupo musical brasileiro Titãs. Encontra-se presente no álbum de estreia homônimo da banda, de 1984. Como lado B, o single trazia "Toda Cor", que figurou na trilha sonora do filme Bete Balanço (1984).

## Contexto e tema
Na contramão da prática comum na época, o single foi lançado após o disco, pois a banda - formada até pouco antes da gravação do disco por nove integrantes de várias influências diferentes - não queria ser representada por apenas uma música.
O então vocalista da banda, Paulo Miklos (vocalista principal da faixa), descreveu-a da seguinte forma em uma entrevista de 2012: "Um ska com uma coisa meio dodecafônica, com uma frase estranha, falando uma história para boi dormir. Não sei sobre o que fala a música até hoje".

## Recepção
Apesar de o compacto não ter vendido muitas unidades (embora muito para uma banda de rock), a canção obteve enorme execução nas rádios e serviu para colocar os Titãs nos principais programas de auditório da época. Segundo o site "A Vitrine do Rádio" e a revista Rolling Stone Brasil, foi a música mais tocada nas rádios brasileiras em 1984.
Em um vídeo publicado em 2020, o ex-vocalista e ex-baixista da banda Nando Reis comentou que "Sonífera Ilha" era a única música que o público conhecia na época de seu lançamento e que as demais canções deles destoavam da faixa, e que por isso eles chegavam a tocá-la três vezes em seus shows.

## Faixas
| 7" (WEA BR 18.089) |                 |                                                                      |         |  |
| N.º                | Título          | Compositor(es)                                                       | Duração |  |
| 1.                 | "Sonífera Ilha" | Marcelo Fromer/Branco Mello/Tony Bellotto/Ciro Pessoa/Carlos Barmack | 2:54    |  |
| 2.                 | "Toda Cor"      | Marcelo / Ciro / Carlos                                              | 3:24    |  |
| Duração total:     | Duração total:  | Duração total:                                                       | 7:18    |  |

## VersãoTitãs Trio Acústico
Em 2020, a banda, então reduzida a um trio (Branco Mello nos vocais, violão e baixo; Sérgio Britto nos vocais, teclados e baixo; e Tony Bellotto nos vocais, guitarra e violão), regravou a faixa como parte de seu projeto Titãs Trio Acústico.
A nova versão, cantada por Branco, recebeu um clipe com participações da banda Os Paralamas do Sucesso; os músicos Rita Lee, Roberto de Carvalho, Andreas Kisser, Lulu Santos, Cyz Mendes (cantora que participou da ópera rock da banda, Doze Flores Amarelas), Érika Martins, Elza Soares e Edi Rock; os atores Fábio Assunção e Fernanda Montenegro; o comentarista esportivo e ex-jogador de futebol Casagrande; e a filha de Marcelo Fromer (guitarrista da banda e co-autor da faixa, morto em 2001), Alice.
O clipe é dirigido por Otávio Juliano, que afirmou: "'Sonífera Ilha' é uma música que marcou gerações. Ao escutar a nova versão acústica, senti que ela era mais que uma canção, era um estado de espírito. Veio daí a ideia de convidar artistas e amigos que fazem parte da história dos Titãs, trazendo suas personalidades e embarcando nesse estado de espirito junto com a banda".
As participações foram gravadas pelos próprios artistas em suas casas; a estética acabaria coincidindo com a quarentena a que muitas pessoas se submeteram devido à Pandemia de COVID-19 em 2020. Na época, Tony disse em entrevista ao jornal O Globo:
| “ | Grupos sociais diferentes, grupos de médicos, estava todo mundo encontrando um sentido ali naquele clipe. Muita gente dizendo que o vídeo e a música serviram como uma espécie de alento nesse momento de angústia, o que me deixou muito feliz. A função extrema e essencial da arte é essa mesma. | ” |

### Desempenho nas paradas musicais

#### Paradas semanais
| Parada musical (2020)             | Parada musical (2020)             | Posição de pico | Posição de pico |
| --------------------------------- | --------------------------------- | --------------- | --------------- |
| Brasil (Top 10 Pop/Rock Nacional) | Brasil (Top 10 Pop/Rock Nacional) | 6               | 6               |